# Chamaco (revista)
Para el torero español, véase Antonio Borrero Morano "Chamaco".
Chamaco fue una conocida revistas mexicana de historietas publicada por Publicaciones Herrerías desde 1936 hasta 1956, la primera con material predominantemente nacional. Durante casi toda su existencia le disputó a la revista Pepín el predominio en el mercado, siendo ambas las revistas de mayor influencia social y cultural en México. En 1937 se convirtió en la primera del mundo con periodicidad diaria en su formato de "Chamaco Chico". 

## Trayectoria
Chamaco era originalmente un suplemento del semanario Novedades Taurino, de Publicaciones Herrerías, propiedad del periodista deportivo Ignacio "El Chamaco" Herrerías. El apodo del propietario fue por lo tanto el origen del nombre de la revista, que apareció como semanario en septiembre de 1936. Con un formato de 37 x 28 cm., se convirtió en la cuarta revista de historietas con producción industrial en México (previamente habían aparecido Paquín, Paquito y Pepín, todas de gran éxito).
La publicación de historietas mexicanas desde el inicio y la contratación de historietistas que cobraban fama llevó a la publicación a gozar de una inmensa popularidad. Chamaco publicó, entre otras, la exitosa historieta Los Supersabios, de Germán Butze, El Monje Loco y las creaciones de Sealtiel Alatriste, Rafael Araiza, Gaspar Bolaños, Arturo Casillas, Cervantes Basoco, Manuel Moro Cid, Sixto Valencia (creador de Memín Pinguín), Leopoldo Zea Salas, Cristóbal Velazco, Alfonso Tirado, J.E. Ortega Flores, Ángel Mora (Creador de Chanoc), Adolfo Mariño Ruiz, Salvador Lavalle, Rubén Lara, Francisco Flores Montes y Gabriel Vargas (creador de La Familia Burrón).
Desde 1937 apareció una revista hermana, Chamaco Chico, la primera del mercado en formato de bolsillo (18 x 13 cm), a un precio de diez centavos. Este modelo fue imitado por la competencia: poco después apareció Pepín Chico y Paquín Chico. Al mismo tiempo la demanda hizo que la periodicidad se acortara y ambas revistas se convirtieron en diarias en 1937, las primeras del mundo.
Pepín también se hizo diario una semana después, y desde entonces sería la principal competencia de Chamaco. Ambas editoriales se disputaban el trabajo de los historietistas y según señalaron algunos de ellos, con amenazas se intentaba evitar el éxodo hacia la competencia.
Chamaco y Chamaco Chico alcanzaron cifras récord de ventas, al llegar a publicar, cada una, hasta 750, 000 ejemplares diarios. Al igual que Pepín, se vendía también en Centro y Sudamérica.
El 3 de abril de 1944 fue asesinado Ignacio Herrerías. Con la muerte de su dueño, comienza la decadencia de Chamaco y la salida de los dibujantes. Aunque Chamaco desaparece, Chamaco Chico continuaría publicándose hasta 1956, ya sin el éxito de antes, con material de melodramas. Ese mismo año es reemplazado por El Libro Semanal, que rescataría algunas historias y las trasladaría a versión novelizada, que finalizan en un solo tomo.

## Contenido
| Duración  | Números | Título            | Autoría       | Procedencia |
| --------- | ------- | ----------------- | ------------- | ----------- |
|           |         |                   |               |             |
|           |         |                   |               |             |
| 1937-1948 |         | A batacazo limpio | Rafael Araiza | Paquín      |
|           |         |                   |               |             |
|           |         |                   |               |             |